# Puntigrus
Puntigrus là một chi cá chép bản địa của vùng Đông Nam Á, nhiều loài trong số chúng được ưa chuộng để nuôi làm cá cảnh vì hình dáng và màu sắc bắt mắt.

## Từ nguyên
Cái tên của chi này trong tiếng Latin là Puntigrus có nguồn gốc từ một chi cá chép khác là Puntius và hậu tố "tigrus" sau cụm từ này có nguồn gốc từ tiếng Latin là "tigris" có nghĩa là "con hổ"

## Các loài
Hiện nay có 05 (năm) loài được ghi nhận trong chi này gồm:
- Puntigrus anchisporus (Vaillant, 1902)
- Puntigrus navjotsodhii (H. H. Tan, 2012)[2]
- Puntigrus partipentazona (Fowler, 1934)
- Puntigrus pulcher (Rendahl (de), 1922)
- Puntigrus tetrazona (Bleeker, 1855)